# Geïndexeerde kleuren

Een afbeelding met geïndexeerde kleuren. De afbeelding bevat 4 kleuren en 2 bits is dus voldoende om alle kleuren op te slaan.

Geïndexeerde kleuren is een techniek die toelaat om digitale afbeeldingen te bewaren zodat computergeheugen en opslagruimte bespaard kan worden. Tegelijkertijd worden beeldschermververstijden versneld. Wanneer een afbeelding op deze manier wordt opgeslagen wordt de kleurinformatie niet direct opgeslagen op de pixel van de afbeelding maar op een apart datadeel namelijk een “palet”. Dit is een rij van kleuren waarvan elk element een andere kleur is en geïndexeerd wordt afhankelijk van de plaats dat het inneemt binnen het palet. Op deze manier hoeft de pixel niet de volle specificaties van de kleur te bevatten maar is het genoeg om te verwijzen naar de plaats die de kleur inneemt binnen het palet. 

## Palet grootte
Het palet zelf bevat vrij weinig verschillende kleuren. In de meeste gevallen zijn 4, 16, 256 het meest voorkomende (allemaal machten van 2). Deze limitaties worden vaak opgelegd door de architectuur van de hardware waar de geïndexeerde kleurenafbeeldingen voor bestemd zijn.

## Voordelen
Geïndexeerde kleuren besparen veel geheugen/opslagruimte en of versturingstijd; bij truecolor heeft elke pixel 24 bits nodig, oftewel 3 bytes. Een ongecomprimeerde truecolor-afbeelding met 640×480 VGA-resolutie heeft 640 × 480 × 3 = 921.600 bytes nodig. Als we de kleuren van de afbeelding limiteren tot 256 met behulp van een kleurenpalet heeft elke pixel nog slechts 8 bits nodig, of elk 1 byte. Zo heeft dezelfde afbeelding nu slechts 640 × 480 × 1 = 307.200 bytes plus 256 × 3 = 768 bytes nodig om het kleurenpalet op te slaan. Dit resulteert in ongeveer 1/3 van de originele opslaggrootte. Kleinere paletten (4-bit, 16-bit) kunnen de afbeelding nog meer comprimeren, maar dit gaat ten koste van de kwaliteit.
Geïndexeerde kleuren werden gebruikt in de vroege gepersonaliseerde gebruikscomputers (personal computer) en schermadapters om de kosten van de hardware te drukken op gebied van geheugen en opslagruimte.

## Nadelen
Het grootste nadeel van geïndexeerde kleuren is de beperking van gelijkaardige kleuren per afbeelding. Kleine 4- of 16-bit kleurpaletten zijn acceptabel voor kleine of eenvoudige afbeeldingen maar niet voor sterk gedetailleerde afbeeldingen. Sommige handige methodes zoals kwantisatie, anti-aliasing en dithering kunnen de kwaliteit verder verbeteren tot op een acceptabel niveau. 